# Aeroporto di Enisejsk
L'aeroporto di Enisejsk (in inglese: Yeniseysk Airport, in russo: Аэропорт Енисейск) è un aeroporto civile situato a 4 km a nord-ovest della cittadina russa Enisejsk (19,200 abitanti - 2007), territorio di Krasnojarsk, Russia.

## Posizione geografica
L'aeroporto di Enisejsk si trova a circa 338 km a nord dal capoluogo regionale Krasnojarsk, a 693 km a nord-est di Novosibirsk, a 3220 km a est dalla capitale russa Mosca.

## Dati tecnici
L'aeroporto di Enisejsk dispone di una pista attiva asfaltata di classe B lunga 2190 m x 50 m.
L'aeroporto è attrezzato per l'atterraggio/decollo degli aerei Antonov An-2, Antonov An-24, Antonov An-26, Let L-410, Yakovlev Yak-40 e di tutti i tipi di elicotteri.
L'aeroporto di Enisejsk è aperto dalle ore 02:00 fino alle ore 16:00 (ora UTC).
L'aeroporto è utilizzato come scalo d'emergenza per l'Aeroporto di Krasnojarsk.
In casi eccezionali all'aeroporto possono atterrare gli aerei Tupolev Tu-154, Tupolev Tu-204.

## Terminal
L'edificio del Terminal passeggeri risale agli anni sessanta del XX secolo, è previsto l'ampliamento del Terminal passeggeri con un nuovo edificio in corso di costruzione.